# Gichin Funakoshi
Gichin Funakoshi (japansk: 船越 義珍; født 10. november 1868 i Yamakawa, Shuri, Okinawa, død 26. april 1957 i Tokyo) var en japansk karateudøver og grundlæggeren af Shōtōkan-karate – en stilart, der i dag er blandt de mest udbredte i verden. Han spillede en væsentlig rolle i udbredelsen af karate fra Okinawa til det japanske fastland og regnes ofte for en af de centrale personer i udviklingen af moderne karatedō.
Funakoshi blev født i slutningen af Ryūkyū-kongedømmets tid og kom fra en familie tilhørende krigerklassen, der tidligere havde tjent den lokale adel. Han begyndte sin træning i karate i en ung alder og modtog først undervisning af Ankō Asato, en indflydelsesrig læremester, og senere også af Ankō Itosu. Han trænede i de to dominerende retninger på Okinawa – Shōrei-ryū og Shōrin-ryū – og udviklede med tiden sin egen tilgang, der forenede elementer fra begge. Hans forståelse af kampkunst var også påvirket af kendō, især med hensyn til timing og afstand.
Som ung havde Funakoshi et ønske om at studere medicin, men det blev ikke muligt, da han nægtede at opgive sin traditionelle samuraifrisure – noget, der var påkrævet i takt med moderniseringen under Meiji-perioden. I stedet blev han skolelærer og fortsatte med at fordybe sig i karate samt kinesisk og japansk filosofi.
Karateudøvelsen i Japan blev kraftigt påvirket af Anden Verdenskrig, og mange udøvere mistede livet. Efter krigen blev interessen genoplivet, og i 1949 blev Japan Karate Association (JKA) grundlagt. Funakoshi blev udnævnt til æresformand (最高師範, saikō shihan). Hans søn, Gigō (Yoshitaka) Funakoshi, spillede en vigtig rolle i den tekniske udvikling af Shōtōkan, blandt andet ved at indføre dybere stande, mere kraftfulde teknikker og nye variationer af spark.
Ud over sit virke som karateudøver skrev Gichin Funakoshi også poesi og refleksioner over filosofi, ofte under navnet Shōtō – et navn, der senere kom til at lægge navn til den stilart, han grundlagde. Hans undervisning kombinerede teknisk træning med fokus på disciplin, etik og personlig udvikling.
Funakoshi døde i Tokyo i 1957 i en alder af 88 år. Han betragtes i dag som en af de mest indflydelsesrige mennesker i karatehistorien og som en af dem, der var med til at gøre karate til en internationalt anerkendt disciplin.

## Biografi

### Tidlige år
Gichin Funakoshi blev født i 1868 (Meiji 1, men registreret som Meiji 3 ifølge familiens register) som ældste søn af Funakoshi Yoshikuni i landsbyen Yamakawa i Shuri (i dag en del af Naha). Hans barndomsnavn var Umikami, og hans kinesiske navn var Yojini. Familien tilhørte en sidegren af den etablerede Tomari-samuraifamilie, Yamada, og var en lavere samuraifamilie (Chikudun), der havde tjent ved hoffet i Shuri gennem flere generationer. Hans bedstefar, Yoshifuku, arbejdede som kontorist ved det palads, hvor den øverste præstinde boede, og fik efter pensionering tildelt bolig og jord i Teira. Gichins far, Yoshitsune, havde et stort alkoholforbrug, hvilket førte til, at familien levede i fattigdom, da Gichin blev født.
Funakoshi blev født for tidligt og havde et skrøbeligt helbred. Han voksede derfor op i sin mors hjem, Oyadomari. Han ønskede oprindeligt at læse medicin, men opgav, da det krævede, at han skulle fjerne sin samurai-frisure. I stedet valgte han at blive lærer. Han afsluttede et etårigt lærerforløb på Okinawa Prefectural Normal School (oprettet i 1880) og bestod eksamen som midlertidig underviser. I 1887, 21 år gammel, begyndte han at undervise og blev senere fuldt kvalificeret lærer.

### Perioden i Okinawa
Ifølge Kojo-familien begyndte Funakoshi at lære karate under Kojo Taitei, en mester i Naha-te, i foråret 1885 som 16-årig. Træningsforløbet varede dog kun tre måneder, muligvis fordi stilen ikke passede til hans kropsbygning, eller fordi relationen til Taitei ikke fungerede.
Derefter begyndte han at træne Shuri-te under Asato Anko. Asato kom fra en adelsfamilie i Shuri, og han begyndte at undervise Funakoshi, fordi deres sønner var venner. Det præcise tidspunkt for træningen er ukendt, men Asato opholdt sig i Tokyo fra 1879 til 1892 som ledsager for den sidste konge af Ryukyu. Det vurderes derfor, at Funakoshi begyndte sin træning efter 1892, da han var over 24 år. Han lærte især kataen Kōsōkun (senere kaldet Kanku), som blev hans specialitet.
En steninskription i Engakuji-templet hævder, at Funakoshi trænede hos både Asato og Itosu fra han var 11 år, men denne påstand betvivles, da Asato på det tidspunkt opholdt sig i Tokyo. Det siges også, at Funakoshi trænede hos Itosu Anko, som var Asatos ven og tidligere elev under Matsumura Sokon, men ifølge Mabuni Ken'ei (søn af Mabuni Kenwa) lærte Funakoshi Itosus kataer gennem Mabuni og ikke direkte fra Itosu.
Funakoshi underviste også i karate på folkeskoler. Ifølge Nagamine Shoshin underviste han eleverne i kataerne Naifanchi og Pinan omkring 1916. Fujiwara Ryozo har udtalt, at Funakoshi lærte Pinan af Mabuni Kenwa, hvilket kan forklares med, at Funakoshi primært trænede under Asato. Pin’an blev senere et af Funakoshis specialer, og han blev kaldt "Pinan Sensei".
Efter en mere end 30 år lang karriere som lærer, oprettede Funakoshi sammen med kollegaer Okinawa Student Support Association og Okinawa Shobukai for at støtte studerende og fremme karate. I 1916 deltog han i en karatedemonstration i Kyoto Butokuden Hall.
I maj 1917 deltog han i en karatestudiegruppe hos Mabuni Kenwa sammen med blandt andre Yabe Kenmichi, Hanashiro Nagashige og Miyagi Chojun. Fra 1919 underviste han karate som en frivillig aktivitet for elever på Okinawa Prefectural Normal School’s forberedelsesafdeling. I marts 1921 overværede den daværende kronprins (senere kejser Showa) en karatedemonstration ved Shuri Castle, organiseret af Funakoshi i forbindelse med et besøg på vej til Europa.

#### De første offentlige demonstrationer
I 1902 besøgte Shintaro Ogawa – skoleinspektør for Kagoshima-præfekturet – Funakoshis skole i Okinawa, hvor han overværede en karatedemonstration. Funakoshi blev imponeret over Ogas status som embedsmand, og Ogawa blev så begejstret for karate, at han skrev en positiv rapport til Undervisningsministeriet. Kort efter blev karate officielt godkendt som en del af undervisningen i skoler.
Indtil da blev kampkunst i Okinawa typisk praktiseret bag lukkede døre. Det betød ikke nødvendigvis, at karate var en "hemmelig" kunst, men nogle mestre foretrak at holde deres viden inden for familien eller en snæver kreds. Samtidig boede familier tæt på hinanden, så det var sjældent muligt at træne uden at naboerne vidste det. I praksis var karate derfor ikke helt hemmeligt, men snarere "uofficielt skjult".
På trods af modstand fra flere ældre mestre, som ikke ønskede at udbrede karate, gik Funakoshi – med støtte fra blandt andre Kenwa Mabuni, Hironori Otsuka, Takeshi Shimoda og Choki Motobu – ind for at integrere karate i skolesystemet. Især hans lærer Itosu spillede en vigtig rolle i dette. Kort tid efter blev karate en del af idrætsundervisningen for skolebørn i Okinawa. Samtidig steg interessen for lokal kulturarv, og karate blev værdsat som en vigtig del af denne.
Et par år senere deltog admiral Rokuro Yashiro i en demonstration ledet af Funakoshi og nogle af hans bedste elever. De udførte kata, knuste tagsten og viste fysiske præstationer, som gjorde stort indtryk på Yashiro. Han beordrede derefter sine soldater til at begynde karatetræning.
Ved demonstrationer lagde Funakoshi vægt på disciplin og personlig udvikling. Han fremhævede ofte kataen Kanku Dai som den mest repræsentative for hans stil. I 1912 ankrede den kejserlige flådes 1. eskadre i Sujo Bay under admiral Dewas kommando. Tolv af hans mænd blev udvalgt til at studere karate i en uge.
Disse demonstrationer førte til, at karate begyndte at blive kendt i Tokyo. Japanske tilskuere, der havde set opvisningerne, bragte historierne med sig tilbage til fastlandet. For første gang blev Okinawa forbundet med andet end natur og klima – nu også med en kampkunst.

### Perioden på fastlandet
I maj 1922 rejste Funakoshi til Tokyo og deltog i den første nationale idrætsudstilling arrangeret af Undervisningsministeriet. Her udstillede han billeder af karate kata og kumite. I juni demonstrerede han sammen med Gima Shinkin karate for Jigoro Kano og højtgraduerede judoudøvere ved Kodokan. Funakoshi viste Kōsōkun, og Gima viste Naifanchi. Omkring 200 personer var til stede. Funakoshi blev i Tokyo og underviste karate, mens han boede på Meiseijuku, et kollegium for Okinawa-studerende. I november samme år udgav han den første karatebog: "Ryukyu Kempo Karate".
Kodokan-demonstrationen bestod kun af kata og skabte ikke stor interesse hos judoudøvere, som lagde vægt på randori (fri kamp). Ifølge hans elever, herunder Otsuka Hiroki og Konishi Yasuhiro, kendte Funakoshi til 15 kata men meget lidt til kumite. I 1924 udviklede Otsuka og andre pre-arranged kumite-instruktioner baseret på jujutsu-stilarter. Det blev grundlaget for kumite på fastlandet. Otsuka foreslog også at indføre frikamp (jiyu kumite), men Funakoshi var imod, hvilket førte til uenighed.
Konishi forlod Funakoshi og begyndte at træne under Motobu Choki, hvilket Funakoshi opfattede som et brud på loyalitet.
I 1924 uddelte han de første dangrader i karatehistorien. Blandt modtagerne var Kasuya Masahiro, Otsuka Hiroki, Konishi Yasuhiro og Gima Shinkin. I 1924 og 1925 blev der oprettet karatestudier ved Keio University og Tokyo Imperial University med Funakoshi som instruktør. Samme år udgav han sin anden bog "Rendan Goshin Karatejutsu", som brugte fotografier i stedet for tegninger til at forklare teknikker.
Frikamp og konkurrencer blev et tilbagevendende problem. I 1927 begyndte Tokyo Universitet at eksperimentere med beskyttelsesudstyr og konkurrencer. Funakoshi protesterede og trak sig som underviser i 1929. Selvom han offentligt afviste konkurrencer, begyndte nogle klubber at praktisere frikamp i hemmelighed fra 1935. Omkring samme tid ændrede Keio Karate-klubben stavemåden af "karate" til tegnet for "tomhed", inspireret af den buddhistiske Hjertesutra. Denne stavemåde blev hurtigt udbredt og accepteret, også i Okinawa. I marts 1928 blev han inviteret til at demonstrere karate ved kejserpaladset. I 1930 deltog han i en karateturnering i anledning af Meiji-helligdommens 10-årsjubilæum. Her brugte han midlertidigt navnet "Shorei-ryu Shorinha". I 1931 blev han underviser for Waseda Universitets Karate Study Group. I 1933 blev gruppen til Waseda Karate Club. I 1936 udgav han "Karate-do Kyohan", hvor han tilføjede "-do" (vej) til navnet og dermed skabte betegnelsen karate-do.
I efteråret 1939 organiserede han en stor karatedemonstration med 300 elever ved Meiji Shrine Athletic Meet. I 1940 blev han og hans søn Yoshihide tildelt titlen Karate-jutsu Renshi af Dai Nippon Butokukai. Funakoshi var utilfreds med, at han blev tildelt samme grad som sin søn, især da flere af hans tidligere elever havde opnået højere grader tidligere. Samme år byggede han sit dojo, Shotokan, i Zoshigaya, men det blev ødelagt under bombninger i 1945. Samme år døde hans søn Yoshitaka, der blev betragtet som hans efterfølger.

#### Udbredelse i Japan
I 1921 besøgte daværende kronprins Hirohito Okinawa på vej til Europa. Under besøget overværede han en karatedemonstration ledet af Funakoshi og blev dybt imponeret. Senere samme år blev Funakoshi inviteret til at demonstrere karate ved en national idrætsudstilling i Tokyo, hvilket han så som en oplagt mulighed for at promovere karate uden for Okinawa.
Demonstrationen i Tokyo blev en succes og førte til flere invitationer og øget undervisningsaktivitet. Oprindeligt havde Funakoshi tænkt sig at vende tilbage til Okinawa, men valgte at blive i Tokyo, da interessen voksede. En af dem, der opfordrede ham til at blive, var Jigoro Kano – grundlæggeren af judo og leder af Kodokan. Kano og Funakoshi blev nære venner, og Kano introducerede ham til vigtige personer og kredse i Japans uddannelses- og elitesamfund. Med Kanos støtte blev karate hurtigt kendt i mere formelle og akademiske miljøer.
Funakoshi begyndte at undervise karate i Meisei Juku – et kollegium for studerende fra Okinawa – hvor han samtidig arbejdede som gartner, vicevært og rengøringsmand for at forsørge sig selv. I 1922 udgav han sin første bog, *Ryukyu Kenpo Karate*, efter opfordring fra maleren Hoan Kosugi. I forordet skrev han: "Pennen og sværdet er som to hjul på samme vogn." Bogen blev senere revideret og genudgivet i 1927 under titlen ''Rentan Goshin Karate Jutsu''. Den store Kantō-jordskælvskatastrofe i 1923 ødelagde de trykplader, som bogen blev lavet med, og mange af Funakoshis elever omkom. Selvom jordskælvet ikke var direkte dødeligt, førte de efterfølgende brande til store tab af menneskeliv. Bogen forblev dog populær og blev genudgivet kort efter. I 1925 begyndte Funakoshi at rekruttere elever fra gymnasier og universiteter i Tokyo-området. Disse elever oprettede senere deres egne klubber og underviste andre. På denne måde begyndte karate at sprede sig fra hovedstaden. I starten af 1930’erne havde de fleste store universiteter i Tokyo en karateklub. Samtidig var Japan i gang med en ekspansion i Asien, og mange unge mænd, som stod foran værnepligt, begyndte at træne karate for at kunne klare sig bedre i krig. Det var med til at øge interessen for kampkunsten yderligere.
Omkring 1933 udviklede Funakoshi grundlæggende øvelser i partræning: fem-trins angreb (gohon kumite) og ét-trins angreb (ippon kumite). I 1934 tilføjede han en mere fri version af partræningen (ju ippon kumite), og i 1935 begyndte man at eksperimentere med fri kamp (ju kumite). Indtil da havde karate hovedsageligt bestået af kata.
Samme år udgav han "Karate-do Kyohan", en bog med fokus på kata og deres anvendelse i praksis.

#### Yoshitakas død
Det var Gigo, også kendt som Yoshitaka, afhængigt af hvordan man udtaler tegnene i hans navn, Gichin Funakoshis søn, en ung og lovende karatemester, som Funakoshi havde forventet skulle afløse ham som Shotokan-instruktør, der i 1945 blev smittet med tuberkulose og døde, mens han stædigt nægtede at spise de amerikanske nødrationer, som blev givet til de sultende mennesker.
Funakoshi og hans hustru forsøgte at bo i Kyushu, et overvejende landligt område under amerikansk besættelse af Japan, men i 1947 døde hun, hvilket betød, at Funakoshi vendte tilbage til Tokyo for at genoptage kontakten med sine karateelever, som stadig levede. Efter krigen var militære kampkunster blevet fuldstændigt forbudt. Nogle af Funakoshis elever overbeviste dog myndighederne om, at karate var en harmløs sport. De amerikanske myndigheder accepterede dette, men havde på det tidspunkt ingen egentlig forståelse af, hvad karate var. Desuden var der mænd, som var interesserede i at lære Japans hemmelige militærkunster, og derfor blev forbuddene helt ophævet i 1948.
I maj 1949 begyndte Funakoshis elever at organisere alle universitets- og private karateklubber i én organisation, som de kaldte Nihon Karate Kyokai (Japanese Karate Association). De udnævnte Funakoshi til deres fader og chefinstruktør. I 1955 lykkedes det en af Funakoshis elever at skaffe en dojo til organisationen.

### Senere år
I 1947 vendte Funakoshi tilbage til Tokyo fra Oita-præfekturet, hvor han havde opholdt sig under krigen. Waseda Universitets karateklub havde allerede genoptaget deres aktiviteter i 1946. I 1948 blev Japan Karate Association (JKA) grundlagt af hans elever, og Funakoshi blev udnævnt som organisationens øverste instruktør. I 1953 blev der afholdt en ceremoni i Kanda Kyoritsu Hall for at markere 30-året for Funakoshis ankomst til Tokyo og karateens udbredelse i Japan (selvom det i realiteten var det 31. år).
Omkring 1948 opstod der en offentlig diskussion mellem Funakoshi og Toyama Kanken om, hvem der repræsenterede den oprindelige gren af Okinawa-karate. Toyama, som var elev af Itosu Anko, mente, at Funakoshi ikke tilhørte den direkte linje og derfor ikke kunne repræsentere den oprindelige tradition. Han fremhævede også, at han selv havde gennemført det fulde læreruddannelsesforløb i Okinawa, mens Funakoshi kun havde taget det kortere accelererede kursus. Det blev et spørgsmål om, hvem der stod nærmest Itosu, og diskussionen afspejlede en udbredt opfattelse blandt nogle af Itosus elever, hvor direkte linje blev betragtet som vigtigere end sideforbindelser. I maj 1949 blev Japan Karate Association formelt etableret med Saigo Yoshinosuke som præsident og Funakoshi som æresformand. I 1955 stod foreningen færdig med at opføre sit hovedkvarter i Tokyo, og Funakoshi deltog i åbningsceremonien. Han valgte dog ikke at undervise der fast, da flere af hans tidligere elever, herunder Hironishi Motonobu fra Shotokai, havde forladt organisationen, og han ønskede at forblive neutral. I april 1956 sendte Funakoshi et brev, hvor han trak sig som teknisk rådgiver for JKA. Han håbede, at der kunne skabes forsoning mellem de forskellige grupperinger inden for karate. Den 26. april 1957 døde Gichin Funakoshi i en alder af 90 år.
Ifølge Hiroki Otsuka, som tidligere havde forladt Funakoshi på grund af uenighed om frikamp, var Funakoshi “et ærligt menneske med et barns hjerte.” Der har været diskussion om Funakoshis tekniske niveau. Karatehistorikeren Yutaka Kinjo har kritiseret hans 11. forord i de 20 shotokan-principper – "Karate er som varmt vand; hvis du ikke holder det varmt, bliver det koldt igen" – som et udtryk for manglende dybere forståelse. Samtidig har hans elev Shigeru Egami fortalt, hvordan den næsten 70-årige Funakoshi med en enkelt bevægelse afværgede et slag og forstyrrede hans balance. Også Fusajiro Takagi, som senere blev leder i All Japan Karate Federation, har fortalt om en samtale med Funakoshi, hvor denne forklarede karate ved at henvise til viden om strømforhold i en flod og understregede betydningen af forudseenhed. Selvom Funakoshi aldrig selv navngav sin stil, bliver hans karate i dag kaldt Shotokan-ryu, og han anses som stilartens grundlægger. Shotokan er i dag en af de fire store karateskoler i Japan.
Blandt hans vigtigste elever var Kasuya Shinyo, Gima Shinkin, Otsuka Hiroki (Wado-ryu), Konishi Yasuhiro (Shinto Jinen-ryu), Shimoda Takeshi, Funakoshi Yoshitaka, Nakayama Masatoshi, Egami Shigeru, Hironishi Motonobu, Takagi Masatomo, Iwata Narushi og Okano Tomosaburo. Funakoshi havde kendskab til klassisk kinesisk litteratur og var også interesseret i japansk digtning (waka) og kalligrafi. Navnet Shotokan stammer fra hans pen-navn "Shoto". Han ligger begravet ved Zenshoji-templet (Nichiren-sekten) i Kawasaki, Kanagawa-præfekturet. Hvert år den 29. april afholdes en mindeceremoni ved mindestenen “Karate starter ikke med et angreb” i Engakuji-templet i Kamakura, og mange Shotokan-organisationer og universitetsklubber deltager i arrangementet.

#### En lektion til verden
I 1957 var Funakoshi 89 år gammel. Han var folkeskolelærer og karateinstruktør. Han flyttede til Japan i 1922, hvilket ikke var en lille modig handling, og han bragte karate med sig, hvilket gav Japan noget af Okinawas kultur med sin egen pacifistiske tilgang. I processen mistede han en søn, sin hustru, den bygning, hans elever havde bygget til ham, sit hjem og ethvert håb om et fredeligt liv. Han udholdt to store krige, der resulterede i nationale katastrofer, og han trænede sine unge elever, kun for at se dem drage i krig og blive dræbt af USA’s overvældende militære magt. Han så Japan brænde, han så de gamle templer og helligdomme blive totalt ødelagt, han så bombefly formørke solen, og han så en søjle af sort røg stige op over hver japansk by og forgifte den luft, han indåndede. Han så Japan falde fra sin storhed til en elendig nation, afhængig af mad- og tøjforsyninger fra sine erobrere. Lugten af røg og stanken af døde, skrigene fra dem, der langsomt blev efterladt til at dø, råbene fra mødre, der mistede deres børn, og hustruer, der aldrig så deres mænd igen, frygten, den øredøvende brummen af tusindvis af B-29-bombefly over hovedet, lynene som torden over hele landet, når bomber eksploderede i boligområder, lysglimtene i mørket, ventetiden ved radioen på at høre kejserens stemme for første gang, kun for at annoncere overgivelsen, ydmygelsen ved at tigge om mad fra soldaterne. Uendelige begravelser, ødelagte familier og nedbrudte hjem.
Den vigtigste lektion, han lærte os, findes i historien om, hvordan han passerede Jigoro Kanos hoveddojo. Mens han gik ned ad gaden, standsede han og bad en kort bøn, da han passerede Kodokan. Hvis han havde kørt i bil, ville han have taget sin hat af, når han passerede Kodokan. Hans elever forstod ikke, hvorfor han bad for judos succes. Han forklarede: "Jeg beder ikke for judo. Jeg tilbyder en bønn om respekt for Jigoro Kanos ånd. Uden ham ville jeg ikke være her i dag."
Gichin Funakoshi, "den moderne karates fader", døde den 26. april 1957. Hans berømte sætning, "Karate ni sente nashi", er indgraveret på hans gravsten. Monumentet findes ved Engakuji-templet i Kamakura, Japan.

## Udviklingen af karate-do
I takt med at Gichin Funakoshi fortsatte sin træning og udviklede sine evner, blev han formand for Okinawa Martial Arts Society og underviser ved læreruddannelsen i Okinawa. I 1922, som 54-årig, præsenterede han karate-jutsu fra Okinawa for det japanske undervisningsministerium (det nuværende Ministerium for Uddannelse, Kultur, Sport, Videnskab og Teknologi). Denne præsentation var den første offentlige demonstration af karate-jutsu i Japan og fik stor opmærksomhed. Funakoshi, der indtil da havde været ukendt uden for Okinawa, blev hurtigt anerkendt i de japanske kampkunstmiljøer.
Samme år blev han inviteret af grundlæggeren af moderne judo, Jigoro Kano, til at fremvise kata ved Kodokan, hovedsædet for judo. Sammen med sin elev Gima Shinkin demonstrerede han teknikker, og arrangementet tiltrak mange tilskuere. Modtagelsen var positiv, og Funakoshi blev opfordret til at blive i Tokyo for at udbrede karate.
Han begyndte kort efter at undervise i karate på Meiseijuku, et kollegium for studerende fra Okinawa. I 1922 udgav han bogen Ryūkyū Kempo Karate, den første formelle introduktion til karate-jutsu i Japan. Bogen vakte stor interesse og bidrog til en stigende popularitet for karate som kampkunst. Samme år fremviste han på opfordring fra de japanske myndigheder karate som selvforsvarssystem. Det markerede karatens officielle indtog i det japanske samfund, hvorfra den spredte sig til resten af verden efter Anden Verdenskrig.
Da karate vandt større udbredelse, indførte Funakoshi i april 1924 det første dan-graderingssystem i karate.
I denne periode begyndte Funakoshi, opmuntret af sin buddhistiske lærer, abbed Furukawa Gyodo fra Enkakuji-templet i Kamakura, at praktisere zenbuddhisme. Han reflekterede over læren “formen er tomhed, og tomhed er form” og fandt ligheder med sit eget syn på kampkunst. Det blev en del af baggrunden for ændringen af karates skrivemåde – fra betydningen “kinesisk hånd” til “tom hånd” – ved at ændre skrifttegnene, men uden at ændre udtalen. For at gøre den lokale kampkunst fra Okinawa mere tilgængelig for resten af Japan, systematiserede Funakoshi teknikkerne og teorierne i en samlet metode. Han ændrede også navnene på flere kata fra kinesiske og okinawanske betegnelser til japanske. I 1929 ændrede han betegnelsen karate-jutsu (“kampkunsten med den kinesiske hånd”) til karate-do (“vejen med den tomme hånd”). Samtidig opstillede han karatens tyve grundprincipper og formulerede en tilhørende filosofi.
Karate-do opnåede herefter stor anerkendelse i Japan. Antallet af udøvere steg hurtigt, og det blev vanskeligt at finde passende træningsfaciliteter. I 1939 lod Funakoshi opføre sin egen dojo, kaldet Shotokan, finansieret af ham selv. “Shoto” var hans digteralias, som han brugte i kalligrafi og poesi. Det betyder “fyrrebølge” og henviser til lyden af vind, der bevæger sig gennem fyrretræer – som lyden af bølger. På dette tidspunkt havde Funakoshi i årevis undervist studerende i karate, og klubber var blevet oprettet på mange videregående uddannelsesinstitutioner i hele Japan. Det medvirkede til karatens voksende respekt og udbredelse.
Under luftangrebene i Anden Verdenskrig blev Shotokan-dojoen ødelagt, og udviklingen af karate gik i stå midlertidigt. Efter krigen samledes en række af Funakoshis elever, og i 1949 stiftede de Japan Karate Association (JKA) med målet om at gøre karate til en konkurrencesport. Funakoshi støttede ikke denne udvikling og blev kun modvilligt udnævnt til æresinstruktør – en titel han aldrig accepterede. Han mente, at karate-do og konkurrence var uforenelige. Som sin efterfølger udpegede han i stedet sin nære elev Shigeru Egami, som delte hans etiske tilgang. Egami var med til at grundlægge Nihon Karate-do Shōtōkai (NKS). Den 10. april 1957 blev JKA officielt anerkendt af det japanske undervisningsministerium. Seksten dage senere døde Gichin Funakoshi, 89 år gammel. En stor mindehøjtidelighed blev afholdt i Ryogoku Kokugikan (den nationale sumohal i Tokyo), hvor over 20.000 mennesker deltog, heriblandt mange kendte personligheder.
Et mindemonument over Gichin Funakoshi blev opført ved Enkakuji-templet i Kamakura. Medlemmer af JKA besøgte symbolsk monumentet den 29. april samme år, på dagen for Shoto-festivalen.

### Shotokan-karate
Gichin Funakoshi havde trænet i begge de mest udbredte stilarter inden for okinawansk karate på sin tid: Shōrei-ryū og Shōrin-ryū. Shotokan-navnet stammer fra Funakoshis pseudonym Shōtō (松涛), der betyder “bølgende fyrretræer”. Ordet kan (館) betyder træningshal eller bygning, så Shōtōkan (松涛館) henviser til “Shōtōs hus”. Navnet blev skabt af Funakoshis elever, da de satte et skilt op over indgangen til den dojo, hvor han underviste. Ud over at være karatelærer var Funakoshi også en engageret digter og filosof. Ifølge kilder gik han ofte lange ture i skoven, hvor han mediterede og skrev digte.
Allerede i slutningen af 1910’erne havde Funakoshi mange elever, og enkelte blev anset for at være i stand til at videreføre hans undervisning. For at skabe større opmærksomhed omkring den okinawanske karate rejste han til Japans hovedø i 1917 og igen i 1922. Ved sidstnævnte lejlighed blev han – 53 år gammel – sammen med sin elev Makoto Gima inviteret til Kodokan af judomesteren Jigoro Kano for at give en demonstration. Denne begivenhed regnes for en vigtig milepæl i karatens udbredelse på det japanske fastland. I 1930 grundlagde Funakoshi organisationen Dai-Nihon Karate-dō Kenkyūkai med formålet at fremme kontakt og vidensdeling blandt karatudøvere. I 1936 skiftede organisationen navn til Dai-Nippon Karate-dō Shōtōkai, som i dag kendes som Shotokai og fungerer som officiel forvalter af Funakoshis arv.
Samme år lod Funakoshi opføre den første Shotokan-dojo i Tokyo. Under sit ophold på fastlandet ændrede han de skrifttegn, der blev brugt til at skrive ordet karate. I stedet for den oprindelige betydning “kinesisk hånd” (唐手) foreslog han “tom hånd” (空手), både for at nedtone forbindelsen til kinesisk boksning og for at give karaten en mere filosofisk betydning. I sin selvbiografi argumenterede han for, at begrebet “tom” afspejlede en vej, som ikke var bundet til noget ydre. Denne ændring af skrifttegnene – fra 唐 til 空 – skabte spændinger med traditionalister på Okinawa, hvilket medvirkede til, at Funakoshi valgte at forblive i Tokyo permanent. I 1948 stiftede hans elever Japan Karate Association (JKA), hvor Funakoshi blev udnævnt til ærespræsident. I praksis blev organisationen dog ledet af Masatoshi Nakayama. JKA begyndte på dette tidspunkt at systematisere og standardisere Funakoshis undervisning.

### Bidrag
Gichin Funakoshi anså karate for at være en kampkunst med en historisk udvikling, hvor forskelle mellem stilarter primært afspejlede forskellige undervisningsmetoder snarere end fundamentalt adskilte systemer. Denne opfattelse blev også delt af andre mestre, herunder Kenwa Mabuni, som ikke ønskede at definere sin praksis som en selvstændig stilart.
Funakoshi tilføjede partikkelen dō (vej) til navnet karate og betegnede sin version som karate-dō. Ifølge hans tilgang skulle karate ikke kun udvikle fysisk formåen, men også bidrage til personlig og moralsk udvikling.
Han havde kontakt med mestre fra forskellige skoler og stilarter og deltog i udveksling af teknikker og erfaringer. Hans samarbejde med Jigoro Kano, grundlæggeren af judo, bidrog til karatens udbredelse i Japan. I denne periode blev betegnelserne tōde og Okinawa-te i stigende grad erstattet af karate og karate-dō, hvilket medvirkede til at øge anerkendelsen af karate uden for Okinawa.
Funakoshi ændrede også navnene på flere kataer fra kinesiske eller okinawanske betegnelser til standardiserede japanske navne. Eksempler herpå er Kushanku, som blev til Kankū, Wanshu til Enpi, og Rōhai til Meikyō. Desuden blev navngivningen af grundlæggende teknikker (kihon) ligeledes tilpasset japansk terminologi.

## Arv
Gichin Funakoshi udgav flere bøger om karate, herunder sin selvbiografi "Karate-dō: My Way of Life". Hans arv er især knyttet til et dokument med hans filosofiske principper for karatetræning, kendt som nijū kun eller "de tyve principper". Disse principper danner grundlaget for træningen i Shotokan-karate og er udgivet under titlen The Twenty Guiding Principles of Karate. Her opstiller Funakoshi tyve regler, som karatestuderende opfordres til at følge med henblik på personlig udvikling. Funakoshis bog "Karate-dō Kyōhan: The Master Text" er hans mest detaljerede publikation og indeholder afsnit om karatens historie, kihon, kata og kumite. Forsiden af hardback-udgaven prydes af et billede af Shotokan-tigeren, tegnet af kunstneren Hoan.
Selvom Funakoshi skrev, at karate ikke burde være en konkurrencesport, arbejdede hans elever i Japan Karate Association (JKA) for at standardisere træningen og indføre konkurrenceelementer. Det førte til afholdelsen af det første All Japan Karate Championship i 1957, samme år som Funakoshi døde. I dag bærer JKA’s verdensmesterskaber hans navn og kaldes Funakoshi Gichin Cup.

## Mindesmærke
Et mindesmærke for Gichin Funakoshi blev opført af Shotokai ved templet Engaku-ji i Kamakura den 1. december 1968. Monumentet, designet af Kenji Ogata, indeholder kalligrafi af Funakoshi og Sōgen Asahina (1891–1979), hovedpræst ved templet, med teksten "Karate ni sente nashi" (Der er ikke noget første angreb i karate), som er det andet af Funakoshis tyve leveregler. Til højre for Funakoshis regel står et digt, han skrev på vej til Japan i 1922.

En anden sten har en indskrift af Nobuhide Ohama og lyder:
"Funakoshi Gichin Sensei, inden for karate-do, blev født den 10. november 1868 i Shuri, Okinawa. Fra omkring elleveårsalderen begyndte han at studere to-te jutsu under Azato Anko og Itosu Anko. Han trænede ihærdigt og blev i 1912 præsident for Okinawan Shobukai. I maj 1922 flyttede han til Tokyo og blev professionel karatelærer. Han dedikerede hele sit liv til udviklingen af karate-do. Han levede til 88 år og døde den 26. april 1957. Ved at omfortolke to-te jutsu promoverede Sensei karate-do uden at miste den oprindelige filosofi. Ligesom bugei (klassiske kampsystemer) er højdepunktet i karate “mu” (oplysning): at rense og tømme én selv gennem transformationen fra “jutsu” til “do”. Gennem sine berømte ord '空手に先手なし' (karate ni sente nashi), der betyder 'Der er ikke noget første angreb i karate', og '空手は君子の武芸' (karate wa kunshi no bugei), der betyder 'Karate er den ædle persons kampkunst', hjalp Sensei os til bedre at forstå begrebet “jutsu”. For at ære hans dyd og store bidrag til moderne karate-do som pioner organiserede vi, hans loyale elever, Shotokai og rejste dette monument ved Engakuji. “Kenzen ichi” (“Næven og Zen er ét”)."

## Publikationer
- Funakoshi, Gichin (1922). Tō-te Ryūkyū Kenpō (唐手 : 琉球拳法).
- Funakoshi, Gichin (1925). Karate Jutsu (唐手術) (PDF). Arkiveret fra originalen (PDF) 2015-09-24. Hentet 2014-11-29.
- Funakoshi, Gichin (1935). Karate-Do Kyohan (空手道教範 ) (PDF). Arkiveret fra originalen (PDF) 2014-11-29. Hentet 2014-03-04.
- Funakoshi, Gichin (1973). Karate-Do Kyohan: Hovedteksten. Oversat af Tsutomu Ohshima. Tokyo: Kodansha International. ISBN 978-0-87011-190-7.
- Funakoshi, Gichin (1975). De tyve vejledende principper for karate: Mesterværkets åndelige arv. Oversat af John Teramoto. Tokyo: Kodansha International. ISBN 978-4-7700-2796-2.
- Funakoshi, Gichin (1981) [1975]. Karate-Do: Min livsvej. Tokyo: Kodansha International. ISBN 978-0-87011-463-2.
- Funakoshi, Gichin (1994) [1988]. Karate-Do Nyumon: Den grundlæggende lærebog. Oversat af John Teramoto. Tokyo: Kodansha International. ISBN 978-4-7700-1891-5.
- Funakoshi, Gichin (2001). Karate Jutsu: Mester Funakoshis oprindelige lære. Oversat af Tsutomu Ohshima. Tokyo: Kodansha International. ISBN 978-4-7700-2681-1.
- Funakoshi, Gichin (2010). Karate Essensen. Oversat af Richard Berger. Tokyo: Kodansha International. ISBN 978-4-7700-3118-1.
- Funakoshi, Gichin: Introduktion til Karate, oversat af Henning Wittwer, 2023. ISBN 979-8375355658.